# 纳撒尼尔·布朗
纳撒尼尔·布朗（英語：Nathaniel Brown，2003年6月16日—）是一位德国足球运动员，自2024年1月起效力于德甲俱乐部法兰克福，并曾入选德国21岁以下国家足球队，于场上司职左后卫。

## 俱乐部生涯
布朗出生于上普法尔茨的安贝格，自幼便在家乡俱乐部屈默斯布鲁克（TSV Kümmersbruck）的青年队开始踢球，其后又转投雅恩雷根斯堡青训营，并一直效力至2016年7月初。他于13岁时加入弗兰肯俱乐部纽伦堡的青训营，并先后效力于各年龄组别的青年梯队。自2022年起，布朗开始代表纽伦堡二队参加德国第四级的巴伐利亚地区联赛，并于同年6月15日与俱乐部签订了第一份职业合同。
2022-23赛季，布朗在德乙第24轮对阵和睦不伦瑞克的比赛中完成纽伦堡一线队首秀，于伤停补时阶段替补登场亮相。在接下来的两轮联赛中，他都被列入首发十一人名单。至当季第29轮，布朗在对阵福尔图娜杜塞尔多夫的比赛中，于第10分钟射入其作为主力球员的首个德乙进球。此外，他于2023-24赛季德国足协杯也参加了两场比赛。2023年6月27日，纽伦堡与布朗续签了职业合同，但未透露具体期限。
2024年1月3日，布朗与德甲俱乐部法兰克福签订了一份为期五年半的合同，但以租借形式回到纽伦堡效力至2023-24赛季结束。2024-25赛季，他代表新东家在前七场德甲比赛中创造3球及2助攻，其中11月的三场比赛便射入2球，从而获评为当月最佳新秀。次月，布朗又在五场德甲比赛中首发四场，并在对阵RB莱比锡的比赛中射入精彩1球及贡献助攻，得以蝉联最佳新秀奖。

### 国家队生涯
布朗的父亲来自美国，母亲则是德国人，因此理论上可选择代表美国或德国国家队参加国际比赛。他于2023年9月首次入选德国21岁以下国家足球队（德国U21），在对阵乌克兰的友谊赛中首发出场。